# 勒班陀 (阿肯色州)
勒班陀（英語：Lepanto）是一個位於美國阿肯色州波因塞特縣的城市。

## 地理
勒班陀的座標為35°36′38″N 90°20′06″W / 35.61056°N 90.33500°W，而該地的平均海拔高度為68米（即223英尺）。

## 人口
根據2020年美國人口普查的數據，勒班陀的面積為4.05平方千米，皆為陸地。當地共有人口1732人，而人口密度為每平方千米427人。